# Filandia
Filandia – gmina w Kolumbii, w departamencie Quindío, na obszarze „trójkąta kawowego” (Eje cafetero).

## Położenie
Filandia, stolica gminy, leży na wysokości 1910 m n.p.m., 23 km na północ od stolicy departamentu Armenii i ma średnią roczną temperaturę 18 °C. Filandia graniczy od północy z Pereirą w departamencie Risaralda, od południa z Circasia, od zachodu z Quimbaya i z Ulloa i Alcalą w departamencie Valle del Cauca, a na wschodzie z Salento i Circasia.

## Ludność
Gmina Filandia ma 13 628 mieszkańców, z czego 7362 mieszka w części miejskiej (gmina miejska) gminy (stan na 2019 r.).

## Historia
Filandia została założona 20 sierpnia 1878 roku. Obszar przed przybyciem osadników hiszpańskich był zamieszkany przez rdzennych mieszkańców Quimbaya. W XIX wieku region zasiedlili mieszkańcy Antioquii.

## Gospodarka
Tradycyjne rolnictwo jest głównym źródłem dochodów Filandii, zwłaszcza uprawy kawy, ale także bananów, manioku, trzciny cukrowej, owoców, roślin strączkowych, roślin ozdobnych i kukurydzy. Ponadto ważną rolę odgrywa produkcja nabiału oraz hodowla bydła i drobiu.